# Youssef Khan Nazare-Aga
Pour les articles homonymes, voir Kharaman Khan Nazare-Aga.
Youssef Khan Nazare-Aga (Paris, 24 août 1870 - Paris, 17 juin 1942) est un compositeur français.

## Biographie
Frère de Kharaman Nazare-Aga (1877-1955) et grand-père de Isabelle Nazare-Aga, on lui doit une centaine de compositions pour pianos et violons sur des textes de, entre autres, Eugène Héros, Armand Renaud, André Dumas, Pierre d'Amor ou Paul Verlaine, ainsi que des valses et des marches.